# 台灣自然保護區
台灣的自然保護區，是為維護森林生態環境，保存生物多樣性而在森林區域內設置的保護區，由中華民國農業部核定公告。
「自然保護區」前身「國有林自然保護區」，系由臺灣省政府農林廳依據「森林法」及1998年2月25日由臺灣省政府訂定發布的「臺灣省國有林自然保護區設置管理辦法」公告設置。自1999年7月1日起，國有林重歸中央經營管理。2006年3月17日，臺灣省政府公告廢止「臺灣省國有林自然保護區設置管理辦法」，中央主管機關即行政院農業委員會遂于2006年4月10日依據「森林法」及2005年7月7日由農委會訂定發布的「自然保護區設置管理辦法」，將僅存9處「國有林自然保護區」中的6處公告為「自然保護區」。

## 自然保護區列表
- 雪霸自然保護區（雪霸國家公園範圍內）
- 十八羅漢山自然保護區
- 甲仙四德化石自然保護區
- 關山臺灣海棗自然保護區
- 海岸山脈臺東蘇鐵自然保護區
- 大武臺灣油杉自然保護區